# Zonnemaire
Zonnemaire és un poblet del municipi de Schouwen-Duiveland, a la província neerlandesa de Zelanda.
Té prop de 715 habitants, dels quals 160 treballen (120 a jornada completa). Les principals font d'ocupació són el comerç i les reparacions, el sector agrari (amb 30 empreses) i el sector del lleure i el turisme (amb 12 càmpings i una urbanització).
El 1865 hi nasqué el físic Pieter Zeeman, que rebé el premi Nobel de Física el 1902.